# Gymnogobius petschiliensis
Gymnogobius petschiliensis är en fiskart som först beskrevs av Hialmar Rendahl 1924.  Gymnogobius petschiliensis ingår i släktet Gymnogobius och familjen smörbultsfiskar. Inga underarter finns listade i Catalogue of Life.